# ماساپیکوا (نیویورک)
ماساپیکوا (به انگلیسی: Massapequa)، یک منطقهٔ مسکونی در ایالات متحده آمریکا است که در شهرستان ناساو، نیویورک واقع شده‌است. ماساپیکوا ۱۰٫۴ کیلومتر مربع مساحت و ۲۱٬۶۸۵ نفر جمعیت دارد و ۸ متر بالاتر از سطح دریا واقع شده‌است.